# Roy Greaves
Roy Greaves (Farnworth, Inglaterra; 4 de abril de 1947 – 12 de agosto de 2024) fue un futbolista inglés que jugó en las posiciones de centrocampista y delantero centro.

## Equipos
| Periodo   | Club                | Apariciones | Goles |
| --------- | ------------------- | ----------- | ----- |
| 1965–1980 | Bolton Wanderers FC | 495         | 66    |
| 1980–1983 | Seattle Sounders    | 99          | 7     |
| 1982–1983 | Rochdale AFC        | 21          | 0     |

## Logros
- Tercera División de Inglaterra (1): 1972/73[4]
- Conferencia Nacional de la NASL (1): 1980
- División Oeste de la Conferencia Nacional de la NASL (2): 1980, 1982